# Dejene Berhanu
Dejene Berhanu (amharisch ደጀኔ ብርሃኑ; * 12. Dezember 1980 in Addis Alem; † 29. August 2010) war ein äthiopischer Langstreckenläufer.

## Leben
Berhanu begann mit dem Laufsport, als er 1997 eine Fernsehaufzeichnung des Olympiasieges von Haile Gebrselassie sah und sich selbst mit einem Lauf von 10 km auf einer Straße testete. Seine Zeit von 35 Minuten ermutigte ihn, sich einer Trainingsgruppe anzuschließen. 
2000 wurde er äthiopischer Jugendmeister im Crosslauf und afrikanischer Vizemeister im 10.000-Meter-Lauf. 2001 wurde er nationaler Meister im Crosslauf, musste aber den größten Teil der Saison wegen Verletzungen pausieren. 2002 wurde er nationaler Meister über 5000 und Vizemeister über 10.000 Meter; über letztere Strecke belegte er bei den Leichtathletik-Afrikameisterschaften den fünften Platz. 2003 gewann er Bronze bei den Panafrikanischen Spielen.
2004 trug er mit einem elften Platz bei den Crosslauf-Weltmeisterschaften mit dazu bei, dass das äthiopische Männerteam zum ersten Mal seit 18 Jahren Gold gewann. Auf der Bahn brach er die 13-Minuten-Marke über 5000 Meter und qualifizierte sich für die Olympischen Spiele in Athen, bei denen er auf den sechsten Platz kam. Bei seinem Debüt über die Halbmarathondistanz siegte er beim Great North Run mit dem Streckenrekord von 59:37 min. Wegen des Gefälles der Strecke kommt diese Zeit allerdings nicht für Rekorde in Betracht.
Im Jahr darauf wurde er bei den Crosslauf-Weltmeisterschaften Sechster auf der Lang- und Siebter auf der Kurzstrecke. Bei den Weltmeisterschaften in Helsinki wurde er Achter über 5000 Meter. 
Danach wechselte er auf die Marathondistanz. Bei seinem Debüt wurde er beim Fukuoka-Marathon Vierter in 2:11:48 h. Ebenfalls als Vierter verbesserte er sich im darauffolgenden Jahr beim Rotterdam-Marathon auf 2:08:46 h, und beim Chicago-Marathon wurde er Neunter. Beim Marathon der Weltmeisterschaften 2007 in Osaka kam er auf den 31. Platz.
Im Alter von 29 Jahren beging Berhanu aus ungeklärten Gründen Selbstmord. Er hinterließ seine Frau und seine dreijährige Tochter.

## Persönliche Bestzeiten
- 3000 m: 8:06,56 min, 30, Juni 2002, Sheffield
- 5000 m: 12:54,15 min, 2, Juli 2004, Rom
- 10.000 m: 27:12,22 min, 29. Mai 2005, Palo Alto
- Marathon: 2:08:46 h, 9. April 2006, Rotterdam